# Sphaeropteris novae-caledoniae
Sphaeropteris novae-caledoniae là một loài dương xỉ trong họ Cyatheaceae. Loài này được R.M.Tryon mô tả khoa học đầu tiên năm 1970.